# Broadwick Street
Broadwick Street (tidigare Broad Street) är en gata i Soho i City of Westminster i London. Den sträcker sig  omkring 300 meter (0,18 miles) i ungefär väst-östlig riktning mellan Marshall Street och Wardour Street, samt korsar Berwick Street.
Broad Street var känd som centrum för koleraepidemin i London 1854. Enligt den gällande teorin var kolera en luftburen (miasmatisk). Läkaren John Snow misstänkte att smittan var vattenburen, spårade utbrottet till en allmän vattenpump på gatan och tog bort handtaget vilket bidrog till att epidemin ebbade ut. Tilltaget betraktas som en historisk händelse inom utvecklingen av den moderna infektionsepidemiologin. På platsen har man rest ett minnesmärke i form av en vattenpump och över gatan från minnesmärket ligger en pub med namnet John Snow.

## Galleri

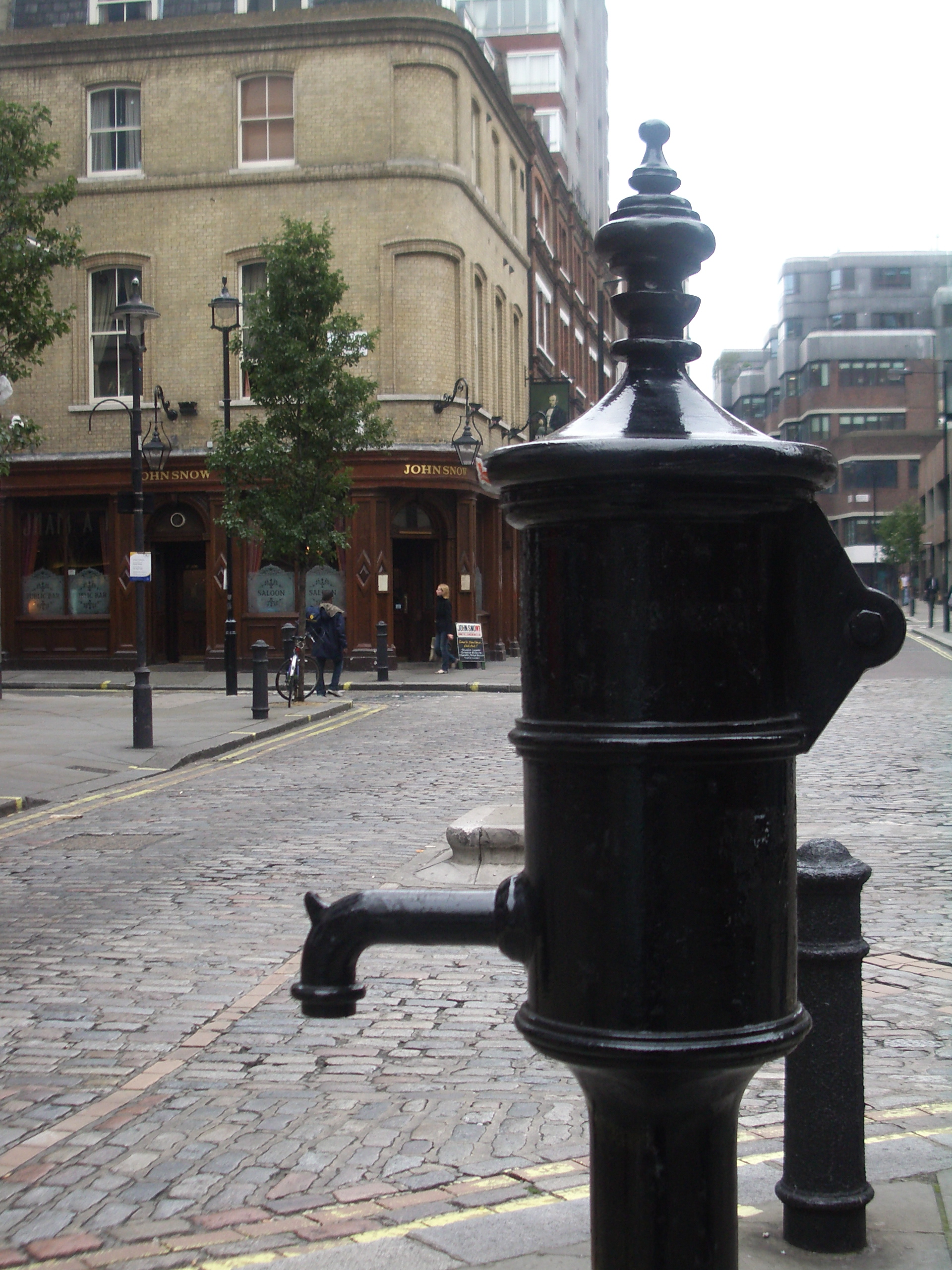
Broadwick Street, med minnesmärket efter John Snow i förgrunden och puben John Snow i bakgrunden.
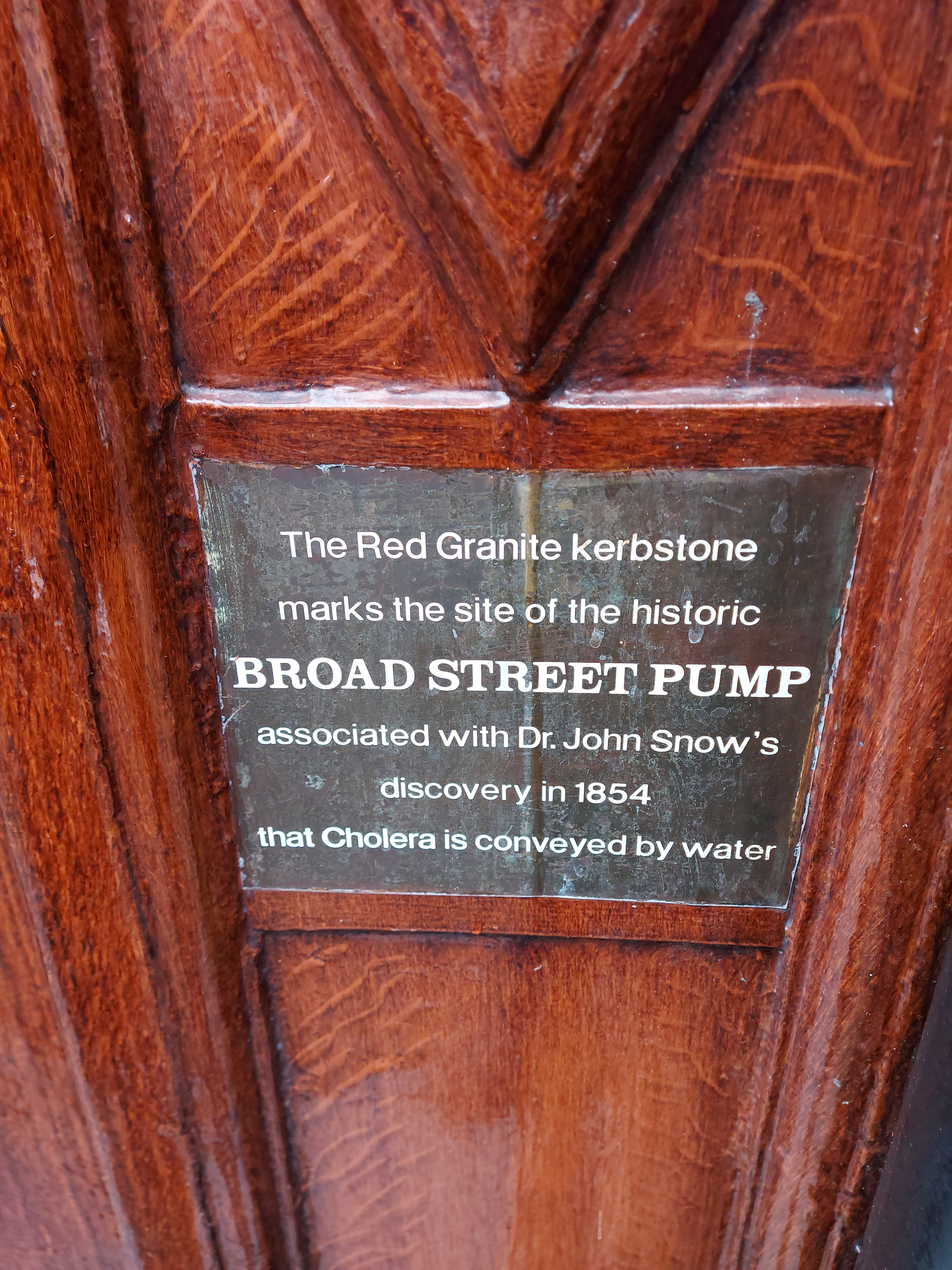
Plakett bredvid minnesmärket.
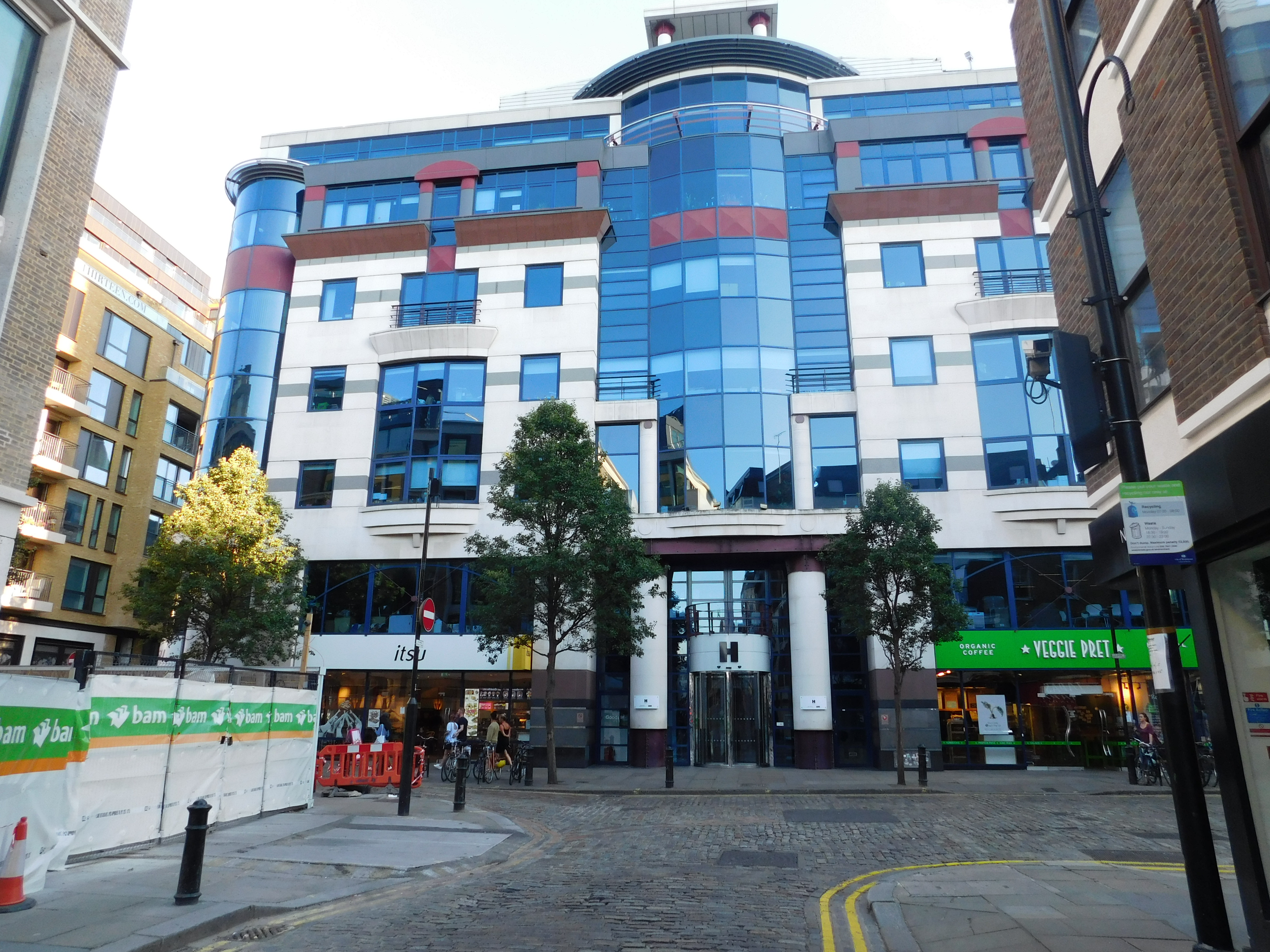
Broadwick street nummer 33.